# Сахаров, Александр Семёнович
Александр Семёнович Сахаров (настоящая фамилия — Цукерман; 13 мая 1886, Мариуполь, Российская империя — 25 сентября 1963, Сиена, Италия) — танцовщик и хореограф русско-еврейского происхождения, один из первых сторонников «свободного танца», весомая фигура в художественной жизни первой волны эмиграции, педагог.

## Биография
Родился в семье коммерсанта Самуила Цукермана и Марии Полянской, был младшим из семи братьев. В 1898 году переехал с родителями в Санкт-Петербург, где семья жила на Александринской площади, дом № 9 (один из его братьев Израиль Самойлович Цукерман был инженером-технологом, другой Григорий (Гиля) Самойлович — зубным врачом, владельцем книжного магазина и склада, вплоть до конца 1920-х годов братья также совместно владели книжным магазином и издательством «Техника и медицина»). Учился в Императорской академии художеств, приехав в Париж в 1903 году, начал учиться живописи в Академии Жюлиана. Некоторое время был ассистентом актрисы Сары Бернар. Переехав в 1904 году в Мюнхен, начал посещать курсы танца и акробатики. В Мюнхене вошел в круг русских художников, был дружен с Моисеем Коганом, Марианной Верёвкиной, Алексеем Явленским, Могилевским. В 1909 году вступил в «Новое Мюнхенское художественное объединение», в то же время началась его многолетняя дружба с художником Василием Кандинским. 
Сахаров стал первым мужчиной — представителем свободного танца в Европе. В 1910 году он впервые представил свой танец, поставленный по мотивам мифологических сюжетов и картин эпохи Ренессанса. В 1913 году в соавторстве с Кандинским создал авангардную сценическую композицию на музыку Гартмана — «Жёлтый звук».
Совместно со своей партнёршей, а с 1919 года и супругой Клотильдой фон Дерп, он создал форму танца, которую назвал «абстрактная пантомима». Его танец был наполнен тонкой жеманностью, дизайн костюмов для выступлений он создавал самостоятельно. Настоящая известность пришла к Сахарову в 1922 году, после дебюта в Лондоне. 
Будучи евреем, во избежание преследования со стороны нацистов, в 1940 году Сахаров вместе с супругой отплыл из Испании в Южную Америку, где жил в Буэнос-Айресе до 1949 года. 
Вернувшись в Европу, он поселился в Италии, где сначала преподавал в Сиене, а затем, в 1952 году открыл собственную танцевальную школу в римском Палаццо Дориа. Был организатором международного балетного конкурса в Сиене. 
В последний раз вышел на сцену в 1953 году в Париже. В 1955 году провёл персональную выставку в римской галерее delle Carrozze.
Похоронен в Риме, на Некатолическом кладбище в Тестаччо.
В 1965 году в музее Парижской Оперы прошла мемориальная выставка, посвящённая танцовщику. Часть архива Сахарова хранится в библиотеке Гарвардского университета, часть приобретена Немецким музеем танца (Кёльн).